# Symphlebia fulminans
Symphlebia fulminans là một loài bướm đêm thuộc phân họ Arctiinae, họ Erebidae.